# الدوري الموريتاني الممتاز 2015–16
الدوري الموريتاني الممتاز 2015–16 هو موسم من الدوري الموريتاني الممتاز. فاز فيه نادي تفرغ زينة.